# Ribergstjärnen
Ribergstjärnen är en sjö i Ljusdals kommun i Hälsingland och ingår i Ljusnans huvudavrinningsområde. Sjön har en area på 0,0461 kvadratkilometer och ligger 379,8 meter över havet.

## Delavrinningsområde
Ribergstjärnen ingår i det delavrinningsområde (690475-148808) som SMHI kallar för Mynnar i Tväringsån. Medelhöjden är 351 meter över havet och ytan är 17,82 kvadratkilometer. Räknas de 3 avrinningsområdena uppströms in blir den ackumulerade arean 29,88 kvadratkilometer. Norr-Enan som avvattnar avrinningsområdet har biflödesordning 4, vilket innebär att vattnet flödar genom totalt 4 vattendrag innan det når havet efter 182 kilometer. Avrinningsområdet består mestadels av skog (83 procent). Avrinningsområdet har 0,08 kvadratkilometer vattenytor vilket ger det en sjöprocent på 0,4 procent.